# 東安居 (福井市)
東安居（ひがしあご）は、福井県福井市の地域。みなみブロックに属する。金屋町、下市町からなる。東で日野川と足羽川が合流する。南北朝から戦国期にあった安居城（跡）は金屋町にある。

## 町名
東から。
- 下市町（地図 - Google マップ）
- 金屋町（地図 - Google マップ）

## 人口
東安居には2024年1月1日現在6613人が住んでおり、世帯数は3077世帯。そのうち男性が3234人、女性は3379人。